# ريتشارد واشنطن (لاعب كرة قدم أمريكية)
ريتشارد واشنطن (بالإنجليزية: Richard Washington)‏ هو لاعب كرة قدم أمريكية أمريكي، ولد في 12 أبريل 1985.

## وصلات خارجية
- ريتشارد واشنطن على موقع JustSportsStats.com (الإنجليزية)